# Psamathe
A Psamathe a Neptunusz holdja. Átmérője nagyjából 40 km. Rendkívül elnyújtott pályán kering a Neptunusz  körül, távolsága az anyabolygótól 25 ,7 millió km-től a 67,7 millió km-ig terjed. Retrográd mozgású, tehát a bolygó forgásával ellentétes irányba kering. A holdat 2003 augusztusában fedezték fel Scott S. Shephard és David C. Jewitt amerikai csillagászok.

## Nevének eredete
Nevét Psamaszáról, a görög mitológia néreiszeinek egyikéről kapta.

## Külső hivatkozások
- A Neptunusz holdjai (Scott S. Sheppard)
- Képek a Psamathe-ról
- MPC: Natural Satellites Ephemeris Service
- Mean orbital parameters (NASA)
- IAUC 8193